# Fernando San Emeterio
Fernando San Emeterio, né le 1er janvier 1984 à Santander, en Espagne, est un joueur espagnol de basket-ball, évoluant au poste d'ailier.

## Carrière
Lors de la saison 2014-2015, San Emeterio est nommé meilleur joueur de la Liga lors des 13e et 26e journées.
Le 8 juillet 2015, après sept ans au Saski Baskonia « Laboral Kutxa », il signe pour deux ans au Valencia Basket Club. Au mois de juillet 2020, il prolonge son contrat avec Valence pour une saison supplémentaire et une autre en option.
Il prend sa retraite de joueur en juillet 2021.

## Palmarès

### Titres en club
- EuroChallenge 2007 (Gérone)
- Vainqueur de la SuperCoupe d'Espagne 2008 (Gérone)
- Vainqueur de la coupe du Roi 2009 (Tau Vitoria)
- Champion d'Espagne 2010 (Tau Vitoria) et 2017 (Valencia)
- EuroCoupe de basket-ball 2018-2019 (Valencia)

### Sélection nationale
- Tournoi olympique de basket-ball masculin
  -  Médaille d'argent aux Jeux olympiques 2012 de Londres.
- Championnat d'Europe
  -  Médaille d'or au Championnat d'Europe 2015.
  -  Médaille d'or au Championnat d'Europe 2011.
  -  Médaille de bronze au Championnat d'Europe 2013.

### Distinctions personnelles
- Nommé dans le cinq majeur de l'Euroligue 2010-2011[5].
- Nommé MVP de la phase régulière de la Liga ACB 2010-2011[6].
- Nommé co-MVP de la 3e journée de la phase régulière de l'Euroligue de basket-ball 2012-2013 (18 points, 6 passes décisives, 5 rebonds et 2 interceptions) avec Rudy Fernández[7].